# Лученцо
Филипе Оливейра, по-известен като Лученцо, е френски певец, автор на песни и продуцент от португалски произход.
Придобива световна популярност благодарение на своя летен хит Vem dançar kuduro и преработката му Danza Kuduro.